# Hienadzij Walukiewicz
Hienadzij Iwanawicz Walukiewicz (biał. Генадзій Іванавіч Валюкевіч, ros. Геннадий Иванович Валюкевич, ur. 1 czerwca 1958 we wsi Lipsk w rejonie lachowickim, zm. 30 grudnia 2019) – białoruski lekkoatleta startujący w barwach Związku Radzieckiego, trójskoczek.
Zwyciężył w trójskoku na mistrzostwach Europy juniorów w 1977 w Doniecku. Zajął 5. miejsce w tej konkurencji na mistrzostwach Europy w 1978 w Pradze.
11 lutego 1979 w Mińsku ustanowił nieoficjalny halowy rekord świata w trójskoku wynikiem 17,18 m, który poprawił następnego dnia skokiem na odległość 17,29 m. Zwyciężył na halowych mistrzostwach Europy w 1979 w Wiedniu, wyprzedzając swych kolegów z reprezentacji ZSRR Anatolija Piskulina i Jaaka Uudmäe.
Na halowych mistrzostwach Europy w 1982 w Mediolanie Walukiewicz zdobył srebrny medal, za Węgrem Bélą Bakosim, a przed innym reprezentantem Związku Radzieckiego Mykołą Musijenko. Zajął 4. miejsce na mistrzostwach Europy w 1982 w Atenach. Ponownie wywalczył srebrny medal na halowych mistrzostwach Europy w 1983 w Budapeszcie, przegrywając jedynie z Musijenko, a wyprzedzając Bakosiego. Na mistrzostwach świata w 1983 w Helsinkach zajął 10. miejsce, a na halowych mistrzostwach Europy w 1985 w Pireusie 5. miejsce.
Walukiewicz był mistrzem ZSRR w trójskoku na otwartym stadionie w 1979, 1982 i 1984, a w hali w 1979 i 1985.
Jego rekord życiowy w trójskoku na otwartym stadionie wynosił 17,53 m (ustanowiony 1 czerwca 1986 w Erfurcie), a w hali 17,32 m (17 lutego 1985 w Kiszyniowie).
Po zakończeniu kariery pracował jako trener. Jego żona Iryna Walukiewicz była również znaną lekkoatletką, mistrzynią uniwersjady w 1985 w Kobe, a syn Dmitrij Vaľukevič był reprezentantem najpierw Białorusi, a potem (od 2005) Słowacji w trójskoku.